# Rania (città)
Rania è una città dell'India di 20.958 abitanti, situata nel distretto di Sirsa, nello stato federato dell'Haryana. In base al numero di abitanti la città rientra nella classe III (da 20.000 a 49.999 persone).

## Geografia fisica
La città è situata a 29° 31' 60 N e 74° 49' 60 E e ha un'altitudine di 189 m s.l.m..

## Società

### Evoluzione demografica
Al censimento del 2001 la popolazione di Rania assommava a 20.958 persone, delle quali 11.103 maschi e 9.855 femmine. I bambini di età inferiore o uguale ai sei anni assommavano a 3.202, dei quali 1.825 maschi e 1.377 femmine. Infine, coloro che erano in grado di saper almeno leggere e scrivere erano 11.225, dei quali 6.590 maschi e 4.635 femmine.